# 林巴赫 (巴登-符腾堡州)
林巴赫（德語：Limbach，發音：[ˈlɪmbax] ⓘ）是德国巴登-符腾堡州卡尔斯鲁厄行政区内卡-奥登林山县的市镇，面积43.59平方千米，人口为人。